# Mario Fina
Mario Fina (* 15. August 1999) ist ein österreichischer Fußballspieler.

## Karriere
Fina begann seine Karriere beim SV Hinterberg. Zur Saison 2008/09 wechselte er zum SC Bruck/Mur. Im Jänner 2013 kam er in die Akademie der Kapfenberger SV.
Im April 2016 spielte er erstmals für die vierte Mannschaft der KSV, ASC Rapid Kapfenberg II, in der siebtklassigen Gebietsliga. Im März 2017 kam er zu seinem ersten Einsatz für die dritte Mannschaft in der sechstklassigen Unterliga. Zur Saison 2018/19 rückte er in den Kader der zweiten Mannschaft, für die er im September 2018 in der fünftklassigen Oberliga debütierte.
Zur Saison 2019/20 wechselte Fina leihweise zum viertklassigen DSV Leoben. Für die Leobner kam er jedoch zu keinem Einsatz und so kehrte er in der Winterpause zu den Kapfenberger Amateuren zurück. Im Juni 2020 stand er gegen den FC Dornbirn 1913 erstmals im Profikader der Steirer. Sein Debüt in der 2. Liga gab er im selben Monat, als er am 22. Spieltag jener Saison gegen die SV Ried in der 71. Minute für Michael Lang eingewechselt wurde. Zur Saison 2020/21 wechselte er zum viertklassigen SC Bruck/Mur, bei dem er bereits in seiner Jugend gespielt hatte. Im Sommer 2021 folgte ein Wechsel zum Ligakonkurrenten ESV St. Michael.